# Bobby Dixon
Bobby Dixon, né le 10 avril 1983 à Chicago dans l'Illinois, est un joueur américano-turc de basket-ball. Il joue sous le nom d'Ali Muhammed en Turquie en 2015 pour disputer l'Euro 2015. Mesurant 1,78 mètre, il évolue au poste de meneur de jeu.

## Carrière
À la fin de la saison 2006-2007, il rejoint le BCM Gravelines-Dunkerque pour disputer les playoffs du championnat de France. En 3 rencontres, il marque 14,0 points, délivre 4,0 passes décisives et prend 6,0 rebonds en moyenne par match.
Dixon rejoint le Fenerbahçe Ülker au début de la saison 2015-2016. En janvier 2017, il signe un nouveau contrat qui le lie avec le Fenerbahçe jusqu'à la fin de la saison 2018-2019.
En octobre 2021, Dixon annonce la fin de sa carrière sportive. Il reste toutefois au Fenerbahçe dans l'encadrement sportif.

## Palmarès
- Vainqueur Semaine des AS :  Le Mans : 2009
- Vainqueur Coupe de France :  Le Mans : 2009
- Vainqueur de l'Euroligue de basket-ball 2016-2017
- Vainqueur de la Coupe de Turquie 2019, 2020